# Luftflotte 10
La Luftflotte 10  (10e flotte aérienne) a été l'une des principales divisions de la Luftwaffe allemande durant la Seconde Guerre mondiale.
Elle a été formée le 1er juillet 1944 à Berlin pour contrôler l'envoi de troupes pour mener à bien le changement sur le front et a été responsable de la formation des unités.

## Commandement

Drapeau du chef de la Luftflotte

| Début            | Fin             | Grade   | Nom                   |
| ---------------- | --------------- | ------- | --------------------- |
| 1er juillet 1944 | 27 février 1945 | General | Hans-Georg von Seidel |
| 27 février 1945  | 31 mars 1945    | General | Stefan Fröhlich (en)  |

## Chef d'état-major
| Début            | Fin              | Grade  | Nom           |
| ---------------- | ---------------- | ------ | ------------- |
| 16 juillet 1944  | 31 décembre 1944 | Oberst | Herbert Giese |
| 1er janvier 1945 | Mars 1945        | Oberst | Wolf Eberhard |

## Quartier Général
Le Quartier Général se déplaçait suivant l'avancement du front.
| Début            | Fin           | Ville  |
| ---------------- | ------------- | ------ |
| 1er juillet 1944 | 28 avril 1945 | Berlin |

## Unités subordonnées
- IX. (J) Fliegerkorps : Novembre 1944 - Janvier 1945
- 9. Flieger-Division (J) : Janvier 1945 - Mai 1945
- 1. Flieger-Ausbildungs-Division
- 1. Flieger-Schul-Division
- 2. Flieger-Schul-Division
- 3. Flieger-Schul-Division
- 4. Flieger-Schul-Division
- Flieger-Ziel-Division
- Ergänzungs-Aufklärungsgeschwader 1
- Ergänzungs-Jagdgeschwader 1
- Ergänzungs-Jagdgeschwader 2
- Ergänzungs-Kampfgeschwader 1
- Flak-Ersatz-Division
- Flak-Schul-Division
- Luftnachrichten-Ausbildungs- und Ersatz-Division
- Luftnachrichten-Schul-Division
- Fallschirmjäger-Ausbildungs- und Ersatz-Division
- Fallschirmjäger-Ausbildungs- und Ersatz-Brigade Hermann Göring
- Kommandeur der Fallschirm-Jäger-Schulen